# Álvaro Cunhal

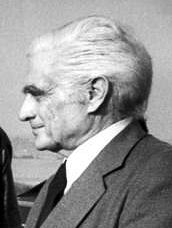
Álvaro Cunhal (1982)

Álvaro Barreirinhas Cunhal (meist einfach Álvaro Cunhal genannt, [ˈaɫvɐɾu kuˈɲaɫ], * 10. November 1913 in Coimbra; † 13. Juni 2005 in Lissabon) war ein portugiesischer Politiker. Er war ein bedeutender portugiesischer Politiker während der Zeit des Estado Novo (zumeist im Exil) und der Dritten Republik. Von 1961 bis 1992 war er Vorsitzender der Portugiesischen Kommunistischen Partei (PCP).

## Leben
Cunhal begann 1931, an der Universität Lissabon Rechtswissenschaften zu studieren und trat im gleichen Jahr der verbotenen Kommunistischen Partei bei. Sein juristisches Abschlussexamen machte er unter Polizeibewachung. Nach Promotion und Tätigkeit als Rechtsanwalt trat er 1935 an die Spitze der Föderation junger Kommunisten. Im Jahre 1936 wurde er in den Spanischen Bürgerkrieg geschickt und bei Rückkehr nach Portugal 1937 sofort inhaftiert. In der Folge beteiligte er sich am Aufbau kommunistischer Kadergruppen und wurde wiederholt inhaftiert. Ab 1939 trat er als Generalsekretär der Kommunistischen Partei Portugals an. Nach Jahren in der Illegalität wurde er 1949 erneut verhaftet und blieb elf Jahre in Haft, davon acht in Isolationshaft, bis ihm 1960 gemeinsam mit zehn Mithäftlingen durch Helfer die spektakuläre Flucht aus der nördlich von Lissabon an der Küste gelegenen Festung Peniche gelang. Bis zum Ende der Diktatur 1974 blieb er im Exil, lange Zeit davon in der Sowjetunion, zuletzt in Prag.
Am 30. April 1974, fünf Tage nach dem Sturz der Diktatur, kehrte er nach Portugal zurück. Während der Nelkenrevolution versuchte die Kommunistische Partei unter Cunhal, Einfluss zu gewinnen, was eher zur Fraktionierung der Bewegung beitrug. In freien Wahlen errang die Partei in den folgenden Jahren zwischen 10 und 20 Prozent der Wählerstimmen, mit deutlich höheren Prozentsätzen im ländlichen Alentejo mit hohem Anteil an Landarbeitern und Tagelöhnern.
Von Mai 1974 bis 1975 war Cunhal Minister ohne eigenen Geschäftsbereich, jedoch hohem Einfluss. Nach einem ernüchternden Wahlergebnis für die Kommunisten bei den Wahlen im April 1975 schieden er und seine Partei aus der Regierung aus. Er kommentierte das Abschneiden seiner Partei mit der Bemerkung, Wahlen seien nicht der charakteristischste Ausdruck für Macht und Einfluss. Dennoch gehörte er dem Parlament in Lissabon von 1975 bis 1992 an. 1992 übergab er auch das Amt des Generalsekretärs an seinen Nachfolger Carlos Carvalhas.
Cunhal blieb der traditionellen Moskauer Linie verbunden, die Veränderungen der anderen Kommunistischen Parteien (Eurokommunismus) wehrte er ebenso ab wie die Gedanken der Perestrojka unter Gorbatschow. Auch auf den sozialen Wandel im Land stellte sich die Partei unter seiner Leitung nur zögernd ein. Deshalb galt Cunhal vielen als der letzte Stalinist Europas.
Im Alter von über neunzig Jahren und ohne nennenswerten Einfluss wurde Cunhal schließlich auch von politischen Gegnern als würdiger alter Herr respektiert, auch wegen seiner künstlerischen Neigungen. Er hatte sich im Laufe des Lebens als Romanautor unter dem Pseudonym Manuel Tiago, als Essayist, Zeichner und Bildhauer betätigt. Sein Roman Cinco Dias, Cinco Noites (dt.: „Fünf Tage, fünf Nächte“, übers.: Michael Kegler, TFM 1999) wurde 1996 von Regisseur José Fonseca e Costa verfilmt (Cinco Dias, Cinco Noites) und der Fernsehsender Sociedade Independente de Comunicação (SIC) produzierte einen Fernseh-Mehrteiler auf Basis seines Romans Até Amanhã, Camaradas (dt.: „Bis Morgen, Genossen“, übers.: Eberhard Gärtner, Karl Dietz Verlag Berlin, 1979), 2005 von Regisseur Joaquim Leitão umgesetzt.
Bei der 2007 vom öffentlich-rechtlichen Fernsehsender RTP veranstalteten Wahl des „Größten Portugiesen aller Zeiten“ (Os Grandes Portugueses) wurde Cunhal auf den 2. Platz hinter António de Oliveira Salazar gewählt.